# Alexandra-Maria Klein

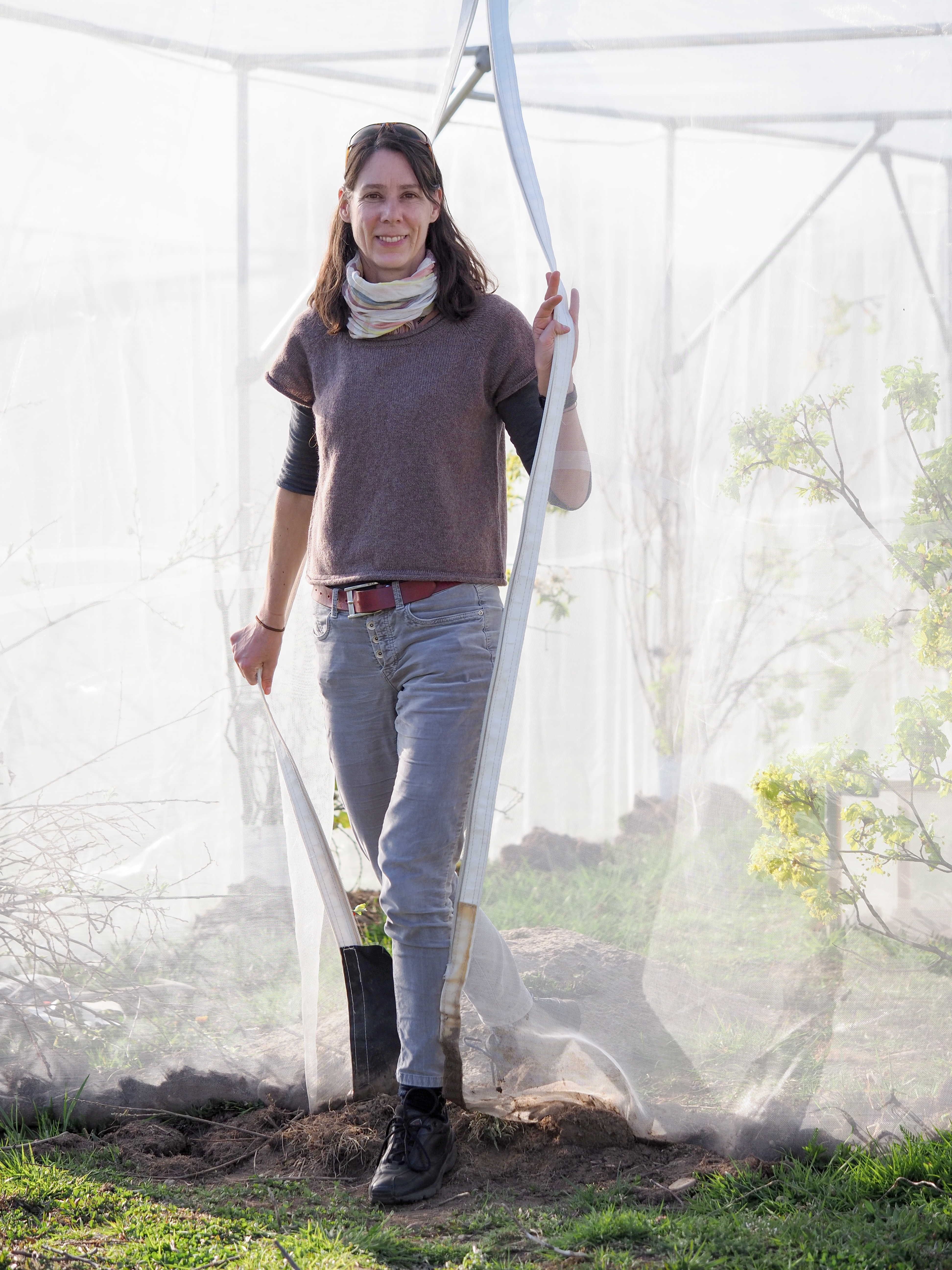
Alexandra-Maria Klein (2021)

Alexandra-Maria Klein (* 17. September 1972 in Göttingen) ist eine deutsche Biologin und Professorin für Naturschutz und Landschaftsökologie an der Universität Freiburg.

## Leben und Karriere
Klein studierte von 1993 bis 2000 Biologie an der Universität Göttingen und absolvierte das Diplom. 2003 promovierte sie ebendort bei Teja Tscharntke in Agrarökologie und Zoologie. Sie war von 2007 bis 2008 Gastwissenschaftlerin in der Arbeitsgruppe von Claire Kremen an der UC Berkeley, finanziert durch die Alexander-von-Humboldt-Stiftung. 2010 habilitierte sie sich an der Fakultät für Agrarwissenschaften der Universität Göttingen. Im April 2010 wurde Klein Professorin für Ökosystemfunktionen am Institut für Ökologie an der Leuphana Universität Lüneburg, ab 2011 leitete sie das Institut. Im Juni 2013 wurde sie Professorin für Naturschutz und Landschaftsökologie an der Universität Freiburg.
Kleins Hauptinteresse ist die Ökologie von Pflanze-Insekten-Interaktionen wie z. B. bei Bestäubern in Kulturlandschaften. Dabei liegt ihr Fokus auf Bienen und ihren ökosystemaren Funktionen und Leistungen. Sie erforscht mit einem funktionalistischen Ansatz die Stabilität von Ökosystemen und die Wirkungen von Landschaftsänderungen auf Pflanzen und Insekten.
Für das WDR-Verbrauchermagazin markt errechnete sie, dass ein Ausfall von Bienen als Bestäuber von Kulturpflanzen in Deutschland Kosten von 1,3 Milliarden Euro verursachen würde.
2016 war sie in der ZDF-Dokumentation „Ausgebrummt – Insektensterben in Deutschland“ von Andreas Ewels und Norbert Porta in Planet Erde zu sehen. Im selben Jahr wirkte sie bei der ZDF-Dokumentation „Arche Noah 2017 – Die lange Nacht des Artenschutzes“ mit Harald Lesch und Dirk Steffens mit und gab Interviews über die Auswirkungen des Insektensterbens z. B. für Tagesschau und heute. Hörfunk-Beiträge bestritt sie u. a. für Detektor fm und den Deutschlandfunk (Zwischentöne).

## Projekte
Klein koordiniert das Horizont-Europa-Projekt „RestPoll“ (Restoring pollinator habitats across European agricultural landscapes based on multi-actor participatory approaches), das im Oktober 2023 startete und darauf abzielt, Lebensräume für Bestäuberinsekten dauerhaft wiederherzustellen und zu vernetzen.
Ihre Arbeitsgruppe war am Jena-Experiment (DFG-Projekt 2010–2013) beteiligt und untersuchte Pflanzen-Insekten-Interaktionen, Blütenmerkmale und Bestäubung entlang eines experimentellen Pflanzendiversitäts-Gradienten sowie Oberirdische Pflanzen-Insekten-Interaktionsnetze und assoziierte Prozesse entlang eines Pflanzendiversitätsgradienten (mit Christoph Scherber).
In Kooperation mit dem Unternehmen Bayer CropScience forschte sie bis 2014 im Programm Global evaluation of bee attractiveness and apicultural relevance of agricultural crops und zusammen mit Teja Tscharntke an der ökologischen Bewertung der Kulturpflanzen-Bestäubung in traditionellen Hausgärten in Indonesien (DFG 2012–2015). Um eine möglicherweise nachhaltige Produktion von Biosprit ging es bei der „Leuphana-Forschungsplattform für nachhaltige Biokerosinproduktion“ in Lüneburg zusammen mit dem Ökonomen Stefan Schaltegger. In China betreute sie ein Projekt über Oberirdische multi-trophische Pflanzen-Insekten-Interaktionen in einem chinesischen subtropischen Wald mit Nico Blüthgen in der DFG-Forschergruppe „BEF China“ (2011–2016). Seit 2022 koordiniert sie die DFG-Forschungsgruppe „MultiTroph“, die an die Arbeit von BEF China anschließt. Von 2015 bis 2018 koordinierte sie ein EU-Biodiversa-Projekt „EcoFruit“ mit Partnern aus Spanien (z. B. Jordi Bosch) und Schweden (z. B. Peter Hambäck).

## Preise und Mitgliedschaften
Für ihre Feldarbeit 2009 in Kalifornien erhielt sie den Humboldt-Forschungspreis. 2012 wurde ihre Arbeit für den Program Enhancement Fund der Ecological Society of America ausgewählt.
2013 wurde sie für das Fach „Ökologie von Agrarlandschaften“ im Fachkollegium Agrar-, Forstwissenschaften und Tiermedizin der Deutschen Forschungsgemeinschaft gewählt und 2016 wiedergewählt.
2014 erhielt sie für ihre Forschung zu Auswirkungen von Landschaftsänderungen auf Bienen und andere Bestäuber den CULTURA-Preis der Alfred-Toepfer-Stiftung. 
Ebenfalls 2014 wurde sie zur Leitautorin des Weltbiodiversitätsrates IPBES für das Arbeitsprogramm „Bestäuber, Bestäubung und Nahrungsmittelproduktion“ ernannt. Für den European Academies Science Advisory Council wurde sie durch die Nationale Akademie der Wissenschaft Leopoldina in die Expertengruppe „Ökosystemleistungen, Landwirtschaft und Neonikotinoide“ aufgenommen.
Von 2015 bis 2023 war sie Vizepräsidentin der Gesellschaft für Ökologie und ist seit 2017 Mitglied der Senatskommission für Grundsatzfragen der biologischen Vielfalt (SKBV) der DFG. Seit 2022 ist sie Mitglied der Heidelberger Akademie der Wissenschaften.

## Schriften (Auswahl)
- Das wächst in deiner Stadt: #Krautschau – 95 Pflanzen erkennen (mit Julia Krohmer). Kosmos Verlag[20]
- Bienen, Wespen und ihre Gegenspieler in Kaffee-Anbausystemen auf Sulawesi: Bestäubungserfolg, Interaktionen, Habitatbewertung. Dissertation, Universität Göttingen, 2003 (online).
- Importance of pollinators in changing landscapes for world crops. [Proceedings of the Royal Society, Series B.] 274:303-313, 2007[21].
- Wild pollinators enhance fruit set of crops regardless of honey-bee abundance. Science 339:1608-1611, 2013[22].
- Fliegen, Motten, Wanzen. Honig- und Wildbienen haben viele Helfer, doch ersetzbar sind sie nicht. ADIZ - Die Biene – Imkerfreund, pp. 34–36, 2016.